# Kozarice
Kozarice – wieś w Chorwacji, w żupanii sisacko-moslawińskiej, w mieście Novska. W 2011 roku liczyła 433 mieszkańców.